# Fani Adumitroaie
Fănel–Marinică Adumitroaie (n. 23 Mai 1954, Darabani, județul Botoșani, Republica Populară Română – d. 10 Mai 2000, județul Suceava, Suceava, România), cunoscut mai mult ca Fani Adumitroaie, a fost un cântăreț, compozitor și multi-instrumentist român de blues, care a cântat la chitară, muzicuță și vocal în diverse stiluri. În 30 septembrie 2000, în urma decesului său, a fost organizat un eveniment muzical comemorativ (Blues Con–Fusion în Lăptăria lui Enache), considerat prima ediție a festivalului internațional de blues Suceava Blues Festival „Fani Adumitroaie”.
În 1974, a terminat Liceul „Ștefan cel Mare” din Suceava. A compus din timpul liceului și ulterior a format duo-ul „SirBlues” cu Vali Răcilă. A dezvoltat o tehnică personală de a cânta slide la chitară. 
În urma mai multor concerte naționale, în 1997 a pornit primul său turneu internațional, ajungând în Rock House, Salzburg, Austria, la More Blues Festival, Belgia și în Sint-Niklaas, Belgia, alături de artiști precum Roland Van Campenhout și alții.
S-a căsătorit cu Laura pe 27 septembrie 1997, iar pe 4 martie 1998 s-a născut fiica sa, Inana. 
A murit în urma unui infarct, la 46 de ani, înainte de a finaliza înregistrările albumului personal. La câteva luni după decesul său, un grup de prieteni (cu sprijinul Soft Records) a finalizat și lansat albumul Blues Con–Fusion în Lăptăria lui Enache, care a devenit festivalul de blues, Blues Con–Fusion (astăzi Suceava Blues Festival „Fani Adumitroaie”). Așa cum arată și numele albumului, proiectele sale erau legate de îmbinarea blues-ului cu alte genuri muzicale.